# Ben Hogestyn
Ben Hogestyn (ur. 27 kwietnia 1983 w Petalumie, w Kalifornii) – amerykański aktor. 
Karierę rozpoczął pod swoim rodowym nazwiskiem Schieferstein, ale później zaczął zawodowo używać nazwiska ojczyma – Drake’a Hogestyna. W komedii Buds for Life (2004) wystąpił w roli Freddy’ego. Od 22 września 2005 do lipca 2006 grał rolę homoseksualnego Lucasa Jonesa w operze mydlanej ABC Szpital miejski (General Hospital), gdzie zastąpił aktora Ryana Carnesa.

## Filmografia
- 2002: Dni naszego życia (Days of Our Lives) jako członek gangu
- 2006: To tylko gra (Just for Kicks) jako Cole
- 2004: American Dreams jako Ethan
- 2004: Babski oddział (The Division) jako Eli
- 2005–2006: Szkolny poradnik przetrwania (Ned’s Declassified School Survival Guide) jako Jock Goldman
- 2005–2006: Szpital miejski (General Hospital) jako Lucas Jones
- 2006: Moda na sukces (The Bold and the Beautiful) jako Harry Jackson
- 2008: Ekipa (Entourage) jako kelner
- 2009: Dowody zbrodni (Cold Case) jako Tom Exley